# Eugenia selloi
Eugenia selloi är en myrtenväxtart som beskrevs av Benjamin Daydon Jackson. Eugenia selloi ingår i släktet Eugenia och familjen myrtenväxter. Inga underarter finns listade i Catalogue of Life.